# Auguste de Chabot
Auguste, comte de Chabot, est un chasseur et homme de lettres français, né au château de la Boursière (Venansault) le 17 septembre 1825 et mort au château du Parc-Soubise (Mouchamps) le 15 octobre 1911.

## Biographie
Auguste Jean François de Chabot est le fils de Constantin Joseph, comte de Chabot, officier vendéen, et d'Adélaïde de Guerry de Beauregard. Neveu d'Augustin Prudent de Chabot-Duparc et de Jacques Marie Armand Guerry de Beauregard, il est également le petit-neveu d'Henri de La Rochejaquelein.
Il est maître d'équipage du Parc Soubise à Mouchamps de 1845 à 1900. Il est également hospitalier de Notre-Dame de Lourdes.
Il est maire de Méral en 1904, et est révoqué pour avoir replacé les crucifix dans l'école communale, novembre 1908.

## Distinctions
- Chevalier de l'ordre de Saint-Grégoire-le-Grand

## Publications
- La Forêt du Parc-Soubise pendant la "Grand'Guerre", souvenirs de famille (1910)
- Mois de Marie des pélerins et amis de N.-D. de Lourdes (1910)
- Les Miracles de Lourdes, souvenirs personnels (1909)
- Chasses à tir et à courre (récits et souvenirs) (1907)
- Une Cour huguenote en Bas-Poitou, Catherine de Parthenay, duchesse de Rohan (1904)
- Vendéennes, 1793-1832 (1903)
- Notes de voyages, impressions et souvenirs : bords du Rhin, Belgique, Hollande, Italie, Écosse, de Paris à Oberammergau, Savoie, Suisse, gorges du Tarn, Carcassonne (1901)
- La chasse à travers les âges (prix Montyon 1899)
- Henri IV et Catherine de Parthenay (1895)
- Paysans et ouvriers, héros et martyrs. (Guerres de Vendée.) (1894)
- La chasse du chevreuil et du cerf, avec l'historique des races les plus célèbres de chiens courants (1891)
- Mlles de Rohan littérateurs et poètes (1888)
- Lourdes et la France (1872)